# HD 40307 c
HD 40307 c는 화가자리 방향으로 지구로부터 약 42 광년 떨어진 곳에 있는 항성 HD 40307 주위를 도는, 외계 행성이다. 2008년 6월 시선 속도법을 이용하여 발견되었고, 관측 도구로는 칠레 라 실라 천문대 소재 HARPS 분광사진기가 사용되었다. 이 행성은 HD40307 행성계의 세 행성 중 하나이다. 질량으로 보아 슈퍼지구로 분류할 수 있으며 항성에서 두 번째로 가깝다. 이 행성의 어머니 항성은 중원소 함량이 낮은데, 이 사실은 항성의 금속 함유량에 따라 자식 행성들이 태어날 가능성이 달라진다는 이론을 지지하는 증거로 여겨진다.

## 발견
같은 행성계 내 다른 두 행성 HD 40307 b와 HD 40307 d와는 달리 c는 도플러 분광법을 이용하여 발견되었다. 도플러 분광법은 행성의 중력이 항성을 흔드는 것을 이용, 천체의 존재를 밝히는 관측 방법이다. 관측 도구로는 칠레 아타카마 사막 소재 라 실라 천문대의 유럽 우주국 보유 3.6미터 카메라에 장착된 HARPS 분광사진기가 사용되었다. 이 행성들의 발견 사실은 2008년 6월 중순 프랑스 낭트에서 있었던 학회에서 발표되었다.

## 공전 궤도 및 질량
HD 40307 c는 행성계 구성원들 중 두 번째로 무거운데 최소 지구 질량의 6.8배이다. 이는 HD 40307 b와 HD 40307 d의 중간 수준이다. 항성으로부터의 거리는 0.081 천문단위이다. 이처럼 가까이 있기 때문에 c의 1년은 지구 시간으로 9.6일에 불과하다. 시선 속도 분석 결과 c의 궤도가 원형이라는 통계학적 의미가 있는 자료를 얻을 수 있었다.
어머니 항성 HD 40307의 중원소 함량은 다른 외계 행성의 주인들보다 낮은데 이는 다소 특이한 상황이다. 이 사실은 “항성이 태어날 때의 중원소 함량이 자신의 강착 원반으로부터 가스 행성이나 암석 행성이 탄생할지 아닐지 여부를 결정짓는다.”라는 가설을 지지한다.

## 특징
HD 40307 c의 질량은 최소 지구의 6.9배로 가스 행성으로 보기에는 너무 작다. 다만 c는 간접적인 방법을 통해 발견되었기 때문에 이 행성의 조성물, 반지름, 가스 행성인지 암석 행성인지의 여부 등은 아직 밝혀진 바 없다.
항성에 가까운 행성을 도는 자연 위성은 조석력에 의해 파괴되기 쉽다는 이론에 따르면, HD 40307 c가 위성을 거느리고 있을 확률은 희박해 보인다.
HD 40307 c는 그 중력이 어머니 별을 흔드는 현상을 이용하여 발견되었다. 따라서 보다 자세한 특징들(표면 온도, 조성물, 반지름 등)은 아직 알려지지 않았다. c의 질량은 최소 지구의 6.9배로 처음 발견되었을 때는 암석 행성이었을 것으로 추측했다. 이후 2009년 어느 논문에 만약 HD 40307 c가 암석 덩어리라면 조석가열 현상 때문에 이 행성의 궤도는 불안정해졌을 것이라고 한다(이 조석가열은 목성의 자연위성 이오에서 일어나고 있으며 이오의 확대판이라고 보면 된다). 그러나 해왕성이나 천왕성 같은 얼음 가스 행성은 앞의 궤도 불안정 요소에 영향을 받지 않는다. 현재 c의 궤도는 안정된 원형이며 따라서 HD 40307 c는 '작은 해왕성'일 것이다.
상기 c에 영향을 미치는 조석력은 어머니 별 가까운 행성 주위를 도는 자연 위성들에게도 같은 영향을 미친다. 따라서 HD 40307 c가 위성을 거느리고 있을 확률은 낮다.

## 같이 보기
- HD 40307 b
- HD 40307 d